# Secondhand Serenade
Secondhand Serenade é um projeto solo de folk rock defrontado por John Vesely. O projeto solo começou na Califórnia, EUA, em 2004. Vesely lançou três álbuns de estúdio até agora usando o nome Secondhand Serenade, Awake em 2005 e A Twist in My Story em 2008 e Hear Me Now em 2010.

## História

### Início de sua carreira
John Joseph Vesely formou Secondhand Serenade na sua cidade natal, Menlo Park na California, USA, em 2004. Vesely cresceu na Baía de São Francisco em uma família musical, como o filho de um músico profissional de jazz, falando que "se envolver com a música era uma coisa natural" para ele. Ficou 8 anos tocando baixo em uma banda, participando de apresentações desde o estilo de ska e hardcore até rock and pop. Uma das bandas na qual ele tocou, Sounds Like Life, incluía um artista da Baía com interesses parecidos, Ronnie Day. Depois de anos tocando baixo, ele optou pelo violão.
Vesely começou a escrever suas músicas quando ele conheceu sua futura mulher, Candice Vesely. Ela queria que ele tocasse uma música e "fazer uma serenata para ela com um baixo estava fora de questão." Ele admitiu que achou seu "forte" quando pegou o violão. O pseudônimo Secondhand Serenade é uma referência ao jeito que suas músicas eram 'serenatas' ao serem cantadas para sua mulher, com a qual ele tem dois filhos pequenos. Pessoas ao redor do mundo estão meramente ouvindo suas múscias 'de segunda mão.'Enquanto Vesely continua criando uma história de vida.
Em 2005, Vesely lançou seu álbum 'debut' com o nome de Awake. Foi gravado como um demo, depois de assinar um contrato por alguns dias com uma gravadora de Ontario, no início de 2005, "usando só um violão e seus vocais multitracks" O álbum foi anunciado através do Myspace do Secondhand Serenade e tocando em alguns shows locais. Os CDs foram originalmente comprados através de uma conta de PayPal do Vesely e entregues pelo correio, depois ele assinou um contrato com a distribuidora TuneCore, fazendo com que as músicas do Secondhand Serenade ficassem disponíveis em portais de música, incluindo iTunes. O álbum recebeu um enorme apoio online, e no final de 2006, Secondhand Serenade já tinha recebido milhões de exibições no Myspace e ficou como a página mais visitada de Artista Independente por meses. Financialmente, ele disse que estava ganhando $20.000 por mês através de downloads e comercialização fora de sua casa. Ele vendeu mais de 15.000 cópias de seu álbum, sozinho, e por causa de todo esse apoio, naturalmente, as gravadoras vieram correndo. Secondhand Serenade assinou com o executivo Daniel Glass, com sua nova gravadora, Glassnote Records, que é distribuída através do Grupo de Gravadoras Independentes da Warner. Em 2006, Rolling Stone anunciou o Secondhand Serenade como o #3 na enquete dos leitores de revistas pelo Melhor Artista do Myspace.

## Discografia

### Álbuns de estúdio
- 2005: Awake
- 2008: A Twist in My Story (#44 Billboard 200)
- 2010: Hear Me Now
- 2014: Undefeated

### EPs
- 2011: Weightless

### Singles
| Ano  | Título         | Posições | Posições | Posições    | Álbum               |
| Ano  | Título         | EUA Hot  | EUA Pop  | EUA Digital | Álbum               |
| ---- | -------------- | -------- | -------- | ----------- | ------------------- |
| 2007 | "Vulnerable"   | 83       | 64       | 56          | Awake               |
| 2008 | "Fall for You" | 35       | 29       | 45          | A Twist in My Story |